# Silberkornkrankheit
Die Silberkornkrankheit ist bei Menschen eine spät beginnende dementielle Erkrankung, die durch filamentöse Ablagerungen im Gehirn gekennzeichnet ist. Da sich diese Einschlüsse mit speziellen Versilberungstechniken (Argyrophilie) darstellen lassen, wird sie im Englischen auch als argyrophilic grain disease bezeichnet.

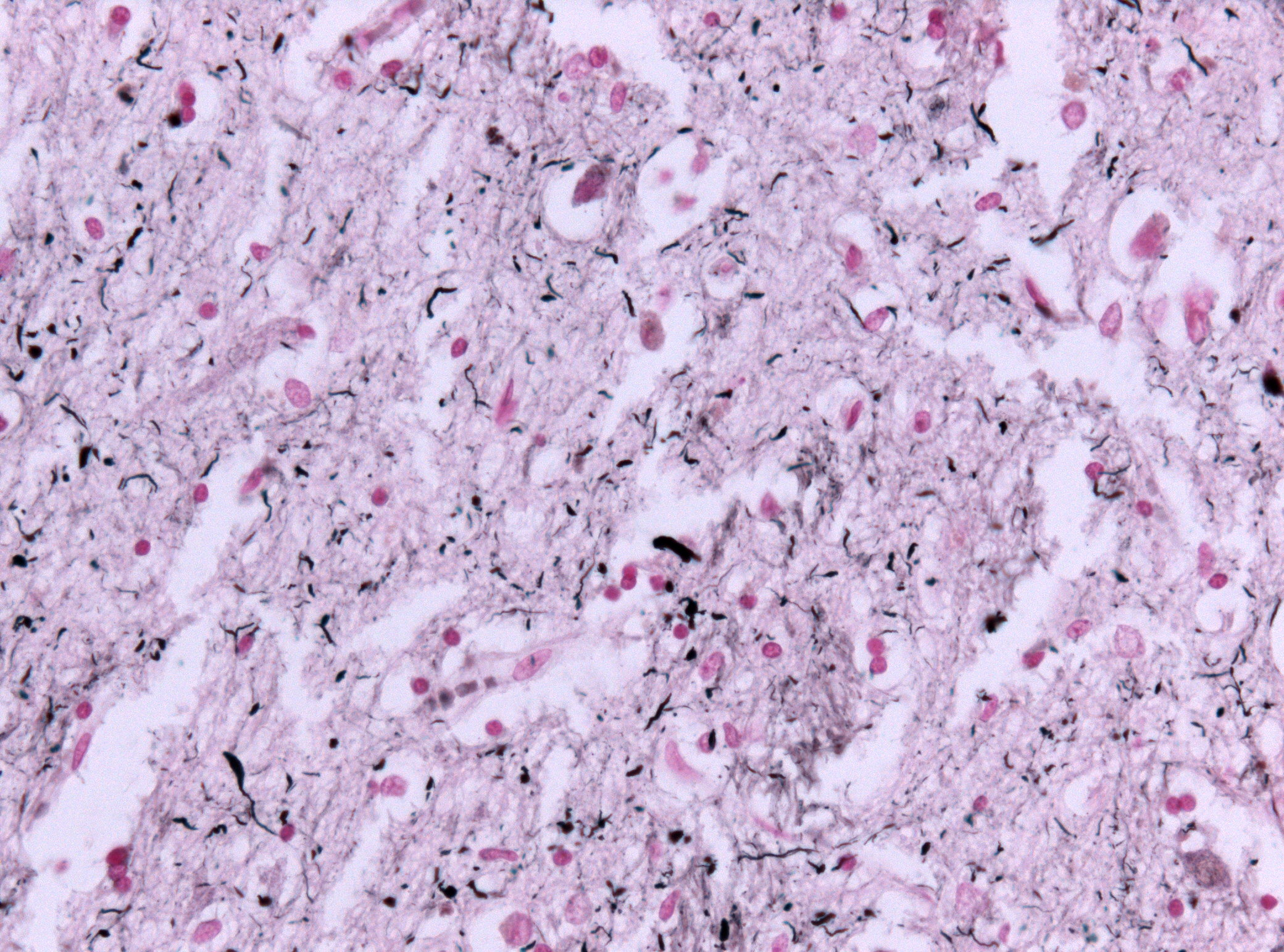
Gallays-Silberfärbung von Hirngewebe bei einem Autopsiefall mit Silberkornkrankheit. Die Einschlüsse sind aufgrund ihrer Argyrophilie schwarz

Das Durchschnittsalter bei Beginn der Erkrankung ist 80 Jahre. Die Patienten zeigen Verhaltensauffälligkeiten wie Unruhe, Gewaltausbrüche, inadäquates Sozialverhalten; kognitive Einschränkungen folgen erst im weiteren Verlauf. Die Ablagerungen finden sich bevorzugt im Frontal- oder Temporallappen des Gehirns. Sie imponieren als spindelige bis kommaartige 4–9 µm große Einschlüsse in Nervenzellfortsätzen oder Oligodendroglia. Der Hauptbestandteil dieser Einschlüsse besteht aus dem hyperphosphoryliertem Protein Tau unter Einschluss des Exons 10 (4 repeat tau). Da Silberkörner auch in Kombination mit Alzheimer, Progressive supranukleäre Blickparese oder Kortikobasale Degeneration auftreten können, werden sie je nach Auslegung der Einteilung in bis zu 5 % der Demenzen beobachtet. Manche Autoren sehen die Silberkornkrankheit auch als Sonderform des Morbus Alzheimer an.